# Waiting for the challenge
Waiting for the challenge is een studioalbum van de Duitse band Apogee. Apogee werd in eerste instantie opgericht door Arne Schäfer om zijn muziek die hij niet kwijt kon in Versus X uit te kunnen brengen. Versus X viel echter sinds 2009 stil, terwijl albums van Apogee onregelmatig blijven verschijnen. Het album is tussen 2009 en 2012 opgenomen in geluidsstudios in Mühlheim am Main, Frankfurt am Main en Mainz. 

## Musici
- Arne Schäfer – zang, gitaar, toetsinstrumenten, basgitaar
- Ebi Graef – drumstel (tracks 1 en 2)
- Thomas Reiner – drumstel (tracks 4, 6 en 7)

## Muziek
Alles gecomponeerd door Schäfer, drums gearrangeerd door Graef en Reiner (zie musici). 

| Nr. | Titel                     | Duur  |
| --- | ------------------------- | ----- |
| 1.  | Public domain             | 9:52  |
| 2.  | Values of my past         | 11:20 |
| 3.  | On a wave of time         | 9:54  |
| 4.  | Mutual for real           | 13:43 |
| 5.  | The hidden path           | 5:23  |
| 6.  | At last                   | 8:38  |
| 7.  | Waiting for the challenge | 14:50 |